# Ingeborg Rönnblad
Ingeborg Rönnblad, född Hansson 10 april 1873 i Gränna, död 2 juni 1915 på Blidö, var en svensk skådespelare.

## Biografi
Ingeborg Rönnblads föräldrar Julius Scheike Hansson och Jakobina Lund drev ett resande teatersällskap som vid hennes födelse befann sig i Gränna. Familjen var dock bosatt i Hedvig Eleonora församling i Stockholm. Utbildad av fadern dansade hon redan som femåring i faderns föreställningar och åtta år gammal i Erik Bøghs Turturduvorna och Jacques Offenbachs Prins Pippi och fröken Titti. 1888 framträdde hon vid Södra Teatern som Venus i Orfeus i underjorden, och stannade där till 1892. 1892–1894 tillhörde hon Vasateatern och 1894–1895 Mauritz Ludvig Fröbergs operettsällskap, från 1895 Albert Ranfts teatrar, och deltog bland annat i Ranft-Hjertstedt-turnén, som reste med Sudrakas Vasantasena, där hon gjorde Mandanikas roll. Hon var även en av stjärnorna vid Arenateatern i Stockholm och framställde där med stor framgång Birgit i Ljungby horn från 1897. Från 1901 till sin död var hon den främsta kvinnliga skådespelaren vid hennes make Hugo Rönnblads sällskap. Bland annat hade hon stor framgång med titelrollen i Victorien Sardous och Emile Moreaus Madame Sans-Gêne, som hon spelade över femhundra gånger och La Môme Crevette i Georges Feydeaus Damen från nattkaféet. Bland övriga roller märks titelrollerna i Maurice Maeterlincks Monna Vanna och Hjalmar Söderbergs Gertrud, Ester i Henri Nathansens Innanför murarna och drottning Helvig i Holger Drachmanns Gurre.
Rönnblad var syster till skådespelaren Axel Hansson och därmed faster till Stig Hansson, alias Jules Sylvain.
Hon är begravd på Norra begravningsplatsen utanför Stockholm.

## Teater

### Roller (ej komplett)
| År   | Roll | Produktion                | Regi          | Teater                  |
| ---- | ---- | ------------------------- | ------------- | ----------------------- |
| 1911 |      | Den starkaste Clyde Fitch | Hugo Rönnblad | Hugo Rönnblads sällskap |